# Sterling (Ohio)
Sterling é um lugar designado pelo censo localizado no condado de Wayne no estado estadounidense de Ohio. No Censo de 2010 tinha uma população de 457 habitantes e uma densidade populacional de 180,79 pessoas por km².

## Geografia
Sterling encontra-se localizado nas coordenadas 40° 57′ 59″ N, 81° 50′ 38″ O. Segundo o Departamento do Censo dos Estados Unidos, Sterling tem uma superfície total de 2.53 km², da qual 2.53 km² correspondem a terra firme e (0%) 0 km² é água.

## Demografia
Segundo o censo de 2010, tinha 457 pessoas residindo em Sterling. A densidade populacional era de 180,79 hab./km². Dos 457 habitantes, Sterling estava composto pelo 97.81% brancos, 0.44% eram afroamericanos, 0% eram amerindios, 0% eram asiáticos, 0.22% eram insulares do Pacífico, 0.22% eram de outras raças e o 1.31% pertenciam a duas ou mais raças. Do total da população 0.22% eram hispanos ou latinos de qualquer raça.